# Pablo Laso
Pablo Laso Biurrun (Vitoria, Álava, 13 de octubre de 1967) es un exjugador y entrenador español de baloncesto.
Histórico entrenador desde 2011 hasta 2022 del Real Madrid, del que también formó parte como jugador. En febrero de 2021 superó a Lolo Sainz como entrenador con más partidos dirigidos del club estableciendo la nueva marca en 860 encuentros. En dicho período logró un total de 22 títulos oficiales, igualando los logrados por Sainz (sin contar los del Torneo Internacional de la ACB, los de Navidad de la FIBA o los regionales), y ambos a cinco del récord de Pedro Ferrándiz.
Después de una larga carrera de 19 años en la ACB como jugador, es segundo en el ranking de asistencias (2896) y primero en el de robos de balón (1219). Está en el puesto quince en partidos disputados  (624) y cuarto en minutos jugados (17378).

## Biografía

### Como jugador
Hijo del también jugador y entrenador José Laso, comenzó su carrera en su ciudad natal, Vitoria, formándose como baloncestista en la cantera del Colegio San Viator. Después de estudiar durante un año en Estados Unidos, vuelve a Vitoria y con solo 16 años ficha por el entonces llamado Caja Álava y más tarde Taugrés Vitoria. Con el Caja Álava debuta en la temporada 84-85, disputando 11 temporadas con el club baskonista y logrando la Copa del Rey de 1995, en la que fue designado MVP de la final.
En la temporada 1995/96 ficha por el Real Madrid, para jugar dos años en el equipo blanco. Durante su tercera temporada en el Real Madrid, es dado de baja y ficha por el Cáceres Club Baloncesto.
En la temporada 1998/99 marcha a Italia para jugar en el Pallacanestro Trieste, club en el que es cortado a mitad de año, finalizando la temporada en las filas del Unicaja Málaga. Posteriormente recaló en Casademont Girona (1999-2002) y en su última temporada en activo 2002/03, en Caprabo Lleida y Forum Valladolid.
Junto con su padre Pepe Laso, es una de las cuatro sagas, padre e hijo en ser internacionales por España. Las otras tres son Josep Maria Jofresa y sus hijos Rafael Jofresa y Tomás Jofresa, Josep Maria Soler y Jordi Soler y José Manuel Beirán y Javier Beirán.

### Como entrenador
Tras su retirada como jugador, inicia su carrera como entrenador en el Club Amics del Bàsquet de la LEB 2, tercera categoría del baloncesto español, en la temporada 2003-04, y debutando como entrenador ACB en la máxima categoría en la temporada 2004-05 con el Valencia Basket Club. En la 2006-07 se hace cargo del Cantabria Baloncesto, pasando en la siguiente a dirigir al San Sebastián Gipuzkoa Basket Club de la Liga LEB, segunda categoría del baloncesto español, con el que consigue el ascenso a la Liga ACB y en el que permanece cuatro temporadas, hasta junio de 2011, en que se anuncia su fichaje por el Real Madrid.
Durante su estancia dirigiendo a los madrileños conquista 22 títulos, rompiendo varias malas rachas como en la Copa del Rey, ya que después de 19 años sin ganar la competición, gana en el 2012, repitiendo en el 2014, 2015, 2016, 2017 y 2020. Después de muchos años sin actuaciones destacadas en Euroliga, el Real Madrid se clasificó durante tres años consecutivos para la final, y en la tercera, consiguió vencer el título después de veinte años sin conseguirlo. En Liga ACB, durante los cinco primeros años de Laso, llegó a la final contra el Fútbol Club Barcelona, consiguiendo el título liguero los años 2013, 2015, 2016, 2018, 2019 y 2022 con un total de seis victorias. En la Supercopa, después de 28 años sin conseguir el título, (la competición se suspendió desde 1988 hasta el 2004) el equipo dirigido por Laso consiguió tres títulos consecutivos (2012, 2013 y 2014) y otros cuatro consecutivos (2018, 2019, 2020 y 2021). En el año 2015, después de ganar la Euroliga, ganan la Copa Intercontinental FIBA, competición que el club no ganaba desde 1981. Aparte de los títulos mencionados, la sección madridista resurge en varios aspectos, destacando su estilo de juego, su repercusión en el aumento masivo de espectadores a sus encuentros, y varios récords como victorias consecutivas o balances de victorias no vistos desde décadas atrás.[cita requerida]
Su contrato con el equipo principal fue extendido por otros dos años más hasta junio del 2023, si bien sólo llegó a cumplir uno de ellos. El motivo estuvo provocado por un infarto de miocardio sufrido el 5 de junio de 2022, después de haber dirigido a su equipo en la semifinal de la Liga ACB. Chus Mateo, el entrenador adjunto, le sustituyó en esos delicados días tras su ingreso hospitalario. Finalmente recuperado, y sin secuelas que lamentar, el propio Laso era partidario de continuar su labor al frente del equipo, decisión no compartida por el club, y que nada debía anteponerse a la salud y total recuperación del técnico, y tras al menos unos meses de cuidado y reposo absoluto. Ante el desacuerdo, la relación de ambos se dio por concluida mediante un comunicado el día 4 de julio.
Con 22 títulos oficiales en sus once año dirigiendo al equipo, es el tercer entrenador más laureado de la historia del Real Madrid, igualado con Lolo Sainz y a cinco de los logrados por Pedro Ferrándiz.
En mayo de 2023, llegó a un acuerdo de 3 años con el Bayern Múnich para convertirse en técnico del equipo alemán a partir de la temporada 2023-24.
Al finalizar la temporada 2023-24 se desvinculó del Bayern por motivos familiares, y fichó por el Saski Baskonia de la liga ACB.

## Vida personal
Está casado con Virginia Careaga y tiene 3 hijos: Hugo, Axel y Oscar.
En las primeras horas del 5 de junio de 2022, comenzó a sentir molestias en el pecho, por el cual fue conducido a un hospital en Madrid para tratarle de un infarto de miocardio, por el cual tuvo que alejarse de la actividad por tiempo indefinido hasta recuperarse.
A raíz de este suceso, apenas un mes más tarde, el club decidió dar por concluida su relación contractual en cuidado de su salud y estabilidad plena, anteponiéndolo a los deseos del propio Laso de continuar su labor, manifestando que «la prioridad para el club es, antes que nada, la salud de Pablo Laso por respeto y cariño hacia él. El Real Madrid puede comprender que esta decisión haya provocado tristeza en nuestro entrenador, pero nada, ni siquiera el Real Madrid, está por encima de la salud de nadie, y en este caso es un riesgo que esta institución no puede eludir».

## Estadísticas

### Liga ACB

#### Temporada regular
| Año     | Equipo         | PJ | MPP  | %T2 | %3P | %TL | RPP | ROP | APP | ROB | TPP | PPP  |
| ------- | -------------- | -- | ---- | --- | --- | --- | --- | --- | --- | --- | --- | ---- |
| 1985-86 | Saski Baskonia | 28 | 22.3 | 52  | 34  | 62  | 1.1 | 0.3 | 2.2 | 2.6 | 0.0 | 7.9  |
| 1986-87 | Saski Baskonia | 28 | 32.4 | 41  | 41  | 76  | 1.9 | 0.5 | 2.7 | 2.3 | 0.0 | 10.9 |
| 1987-88 | Saski Baskonia | 28 | 21.9 | 67  | 37  | 51  | 1.2 | 0.1 | 0.9 | 2.2 | 0.0 | 6.3  |
| 1988-89 | Saski Baskonia | 36 | 35.9 | 47  | 29  | 70  | 2.4 | 0.7 | 4.9 | 2.5 | 0.0 | 12.9 |
| 1989-90 | Saski Baskonia | 36 | 32.8 | 46  | 30  | 73  | 2.0 | 0.5 | 5.4 | 2.6 | 0.0 | 9.4  |
| 1990-91 | Saski Baskonia | 34 | 31.1 | 51  | 28  | 61  | 2.6 | 0.7 | 5.1 | 2.3 | 0.0 | 6.8  |
| 1991-92 | Saski Baskonia | 34 | 33.0 | 50  | 32  | 73  | 2.3 | 0.5 | 7.1 | 2.1 | 0.0 | 7.8  |
| 1992-93 | Saski Baskonia | 31 | 31.3 | 52  | 52  | 78  | 2.6 | 0.4 | 7.5 | 1.8 | 0.0 | 9.2  |
| 1993-94 | Saski Baskonia | 27 | 37.8 | 44  | 31  | 77  | 3.6 | 0.8 | 9.2 | 2.3 | 0.0 | 10.1 |
| 1994-95 | Saski Baskonia | 37 | 33.4 | 51  | 38  | 74  | 2.8 | 0.3 | 6.9 | 1.7 | 0.1 | 8.0  |
| 1995-96 | Real Madrid    | 38 | 20.7 | 44  | 37  | 73  | 1.5 | 0.2 | 4.7 | 1.4 | 0.0 | 5.2  |
| 1996-97 | Real Madrid    | 34 | 18.1 | 50  | 35  | 80  | 1.3 | 0.2 | 3.8 | 1.4 | 0.0 | 3.3  |
| 1997-98 | Real Madrid    | 12 | 10.1 | 17  | 50  | 60  | 0.7 | 0.1 | 1.6 | 0.2 | 0.0 | 2.4  |
| 1997-98 | CB Cáceres     | 19 | 28.8 | 50  | 34  | 82  | 2.6 | 0.3 | 5.4 | 2.1 | 0.0 | 7.0  |
| 1999-00 | CB Girona      | 34 | 32.5 | 47  | 35  | 74  | 1.8 | 0.5 | 4.8 | 2.1 | 0.0 | 9.2  |
| 2000-01 | CB Girona      | 33 | 26.0 | 45  | 22  | 75  | 1.9 | 0.3 | 3.7 | 1.9 | 0.0 | 4.8  |
| 2001-02 | CB Girona      | 34 | 26.4 | 45  | 37  | 78  | 1.5 | 0.2 | 3.0 | 1.6 | 0.0 | 6.3  |
| 2002-03 | Caprabo Lleida | 7  | 14.4 | 17  | 33  | 75  | 0.3 | 0.1 | 2.1 | 0.4 | 0.0 | 1.5  |
| 2002-03 | CB Valladolid  | 17 | 10.4 | 33  | 33  | 80  | 0.4 | 0.1 | 1.1 | 0.6 | 0.0 | 1.1  |

#### Playoffs
| Año     | Equipo         | PJ | MPP  | %T2 | %3P | %TL | RPP | ROP | APP  | ROB | TPP | PPP  |
| ------- | -------------- | -- | ---- | --- | --- | --- | --- | --- | ---- | --- | --- | ---- |
| 1985-86 | Saski Baskonia | 2  | 35.5 | 42  | 62  | 100 | 5.0 | 2.0 | 3.0  | 2.5 | 0.5 | 13.0 |
| 1986-87 | Saski Baskonia | 5  | 34.0 | 37  | 33  | 62  | 1.8 | 0.2 | 3.0  | 2.6 | 0.0 | 10.0 |
| 1987-88 | Saski Baskonia | 5  | 26.6 | 48  | 14  | 83  | 2.4 | 1.0 | 1.4  | 2.6 | 0.0 | 6.2  |
| 1988-89 | Saski Baskonia | 2  | 32.5 | 67  | 0   | 50  | 2.0 | 0.0 | 9.5  | 3.0 | 0.0 | 10.0 |
| 1989-90 | Saski Baskonia | 2  | 34.5 | 43  | 0   | 75  | 3.5 | 0.5 | 3.5  | 3.5 | 0.0 | 7.5  |
| 1990-91 | Saski Baskonia | 8  | 33.6 | 51  | 60  | 71  | 2.5 | 0.3 | 5.3  | 1.2 | 0.1 | 12.0 |
| 1991-92 | Saski Baskonia | 11 | 36.0 | 56  | 39  | 71  | 2.4 | 0.6 | 6.3  | 2.1 | 0.0 | 10.2 |
| 1992-93 | Saski Baskonia | 2  | 35.5 | 29  | 30  | 100 | 2.0 | 1.5 | 10.0 | 2.5 | 0.0 | 7.5  |
| 1993-94 | Saski Baskonia | 4  | 34.2 | 56  | 33  | 68  | 3.5 | 0.0 | 6.7  | 1.2 | 0.0 | 8.7  |
| 1994-95 | Saski Baskonia | 3  | 36.3 | 38  | 19  | 60  | 3.6 | 0.1 | 8.3  | 2.6 | 0.0 | 6.0  |
| 1995-96 | Real Madrid    | 2  | 10.0 | 100 | 67  | 0   | 2.0 | 0.0 | 1.5  | 0.0 | 0.0 | 4.0  |
| 1996-97 | Real Madrid    | 11 | 19.4 | 60  | 29  | 71  | 1.2 | 0.3 | 3.7  | 1.4 | 0.0 | 4.4  |

## Trayectoria

### Jugador
- 1983-84 Cantera Colegio San Viator Vitoria
- 1984-95 Saski Baskonia (bajo las denominaciones de Caja Alava y Taugrés Vitoria)
- 1995-97 Real Madrid
- 1997-98 Real Madrid y CB Cáceres Empieza la temporada en el Real Madrid donde juega 12 partidos hasta que el 19/12/97 es dado de baja en la plantilla para incorporarse al Cáceres C.B.
- 1998-99 Lineltex Trieste y Unicaja Málaga Empieza la temporada en Italia donde juega 18 partidos hasta que el 26/01/99 es dado de baja en la plantilla y sustituido por Srdjan Jovanovic. El 05/03/99 se incorpora al Unicaja sustituyendo a Manolo Pérez.
- 1999-2002 CB Girona
- 2002-03 Caprabo Lleida y CB Valladolid Sin equipo a principio de temporada, el 15/11/2002 se incorpora al Caprabo Lleida con un contrato temporal para cubrir las bajas de los lesionados Jaume Comas y Roger Grimau. El 31/12/2002, acabado su contrato temporal, es dado de baja en la plantilla. El 03/01/2003 se incorpora al Fórum Valladolid.

### Entrenador
- 2003-04. Club Amics del Bàsquet (LEB 2)
- 2004-05. Valencia Basket Club (ACB)
- 2006-07. Cantabria Baloncesto (LEB)
- 2007-11. San Sebastián Gipuzkoa Basket Club (LEB Oro y ACB)
- 2011-22. Real Madrid Baloncesto (ACB)
- 2023-24 Bayern de Múnich Baloncesto (BBL)
- 2024- Baskonia (ACB)

## Palmarés

### Como jugador
Selección nacional
- Campeonato del Mundo sub-22 (1): Andorra, 1989.

Baskonia
- Copa del Rey (1): 1995.

Real Madrid
- Recopa de Europa (1): 1996-97.

Individual
- MVP de la Copa del Rey (1): (1995)

### Como entrenador
Real Madrid
- Copa Intercontinental (1): 2015
- Euroliga (2): 2015, 2018
- Liga ACB (6): 2013, 2015, 2016, 2018, 2019, 2022
- Copa del Rey (6): 2012, 2014, 2015, 2016, 2017, 2020
- Supercopa de España (7): 2012, 2013, 2014, 2018, 2019, 2020, 2021

Bayern de Múnich
- Basketball Bundesliga (1): 2024

Individual
- Mejor Entrenador de la Liga Regular de la ACB -AEEB- (5): 2013, 2014, 2015,[11][12] 2018, 2021
- Entrenador del Año de la Euroliga, Premio Aleksandr Gómelskiy  (2): 2015,[13][14] 2018.[15]
- Premio Memorial Antonio Díaz Miguel al Mejor Entrenador de Baloncesto del Año -AEEB- (6): 2013, 2015, 2016, 2018, 2019[16] y 2020.[17]
- Premio al Mejor Entrenador por la Asociación de la Prensa Deportiva de Madrid: 2015.